# 三宅徳嘉
三宅 徳嘉（みやけ のりよし、1917年4月20日 - 2003年11月16日）は、日本のフランス語学者・フランス文学者。東京都立大学、学習院大学教授を務めた。父は裁判官の三宅徳業。

## 経歴
- 1938年 - 旧制学習院高等科卒業
- 1941年 - 東京帝国大学文学部卒業
- 1951年 - 旧・東京都立大学人文学部助教授
- 1951年9月 - フランス政府給費留学生としてパリに留学（1954年3月まで）
- 1968年 - 同学部教授
- 1978年 - 学習院大学文学部フランス文学科教授
- 1988年 - 学習院大学を定年退職
- 2003年 - 老衰のため逝去。墓所は多磨霊園。

## 人物
- 友人加藤周一は、回想記『羊の歌』で「仏語学とその関連について何を尋ねても知らぬことはない」秀才として描いている。
- 存命中は、単著を出版せず、仏和辞典など辞書の編集、大学におけるフランス語講義・演習に情熱を傾けた。三宅が担当した『スタンダード佛和辞典』（大修館書店、初刊1957）の発音記号表記は、フランスの中辞典『プチ・ロベール』も参照している[1]。

## 著作
- 『辞書、この終わりなき書物』（みすず書房、2006）。遺著

### 主な訳書
- デカルト『方法叙説』（小池健男共訳、白水社「著作集」、新版・白水Uブックス）
- コンディヤック『感覚論』（上下、加藤周一共訳、創元社）
- ドルバック『自然の體系』[2]（上のみ、高橋安光共訳、日本評論社）
- マルセル・コエン『世界のことば　その構造と進化』（岩波書店、1956年）
- サミュエル・S.ド・サスイ『デカルト』（小松元共訳、人文書院「永遠の作家叢書」、1961年、新版1966年）
- ピエール・ギロ『フランス語の成句』（窪川英水共訳、白水社・文庫クセジュ、1962年、改訳1987年）
- アンドレ・マルティネ『一般言語学要理』（岩波書店、1972年）
- ベルナール・ポティエ『一般言語学　理論と記述』（南舘英孝共訳、岩波書店、1984年）
- ベルナール・セルキリーニ『フランス語の誕生』（瀬戸直彦共訳、白水社 コレクション・クセジュ、1994年）